# アステリックス シーザーの栄光
『アステリックス シーザーの栄光』（仏: Astérix et la surprise de César）は、1985年のフランスのアニメーション・アドベンチャー・コメディ映画。漫画『アステリックス』のアルバム（単行本）「アステリックスと剣闘士」と「ローマ兵アステリックス」を基にしている。

## キャスト
| 役名                                         | 原語版声優               |
| -------------------------------------------- | ------------------------ |
| アステリックス / イデフィックス / ローマ人の | ロジャー・カレル         |
| オベリックス                                 | ピエール・トルネード     |
| カイウス・オブトゥス                         | ピエール・モンディ       |
| ジュリアス・シーザー                         | セルジュ・ソヴィオン     |
| パノラミックス                               | アンリ・ラブシエール     |
| ブリゼラディウス                             | ロジャー・ルモント       |
| ヴァペティマス                               | ミシェル・バーベイ       |
| スペイン語                                   | ポール・ビシグリア       |
| 食堂のローマ人                               | ジェラール・クローチェ   |
| アブララクシクス                             | ジャン＝ピエール・ダラス |
| イギリス人                                   | アラン・ドゥティ         |